# Marta Fernández Currás
Marta Fernández Currás (Vigo, mayo de 1963) es una economista y política española, que desempeñó el cargo de secretaria de Estado de Presupuestos y Gastos del Gobierno de España entre 2011 y 2016.

## Biografía
Nacida en Vigo, provincia de Pontevedra, en mayo de 1963, es licenciada en Ciencias empresariales por la Universidad de Santiago de Compostela, inspectora de Hacienda e interventora y auditora del Estado.
Entre sus muchos cargos en los gobiernos central y autonómico gallego, fue delegada en Galicia de la Escuela de Hacienda Pública, jefa de la Dependencia Regional de Recaudación de la Agencia Tributaria en Galicia, interventora general de la Comunidad Autónoma de Galicia e inspectora en la Delegación Central de Grandes Contribuyentes. Fue además profesora asociada de Hacienda pública y sistemas fiscales en la Facultad de Económicas de Santiago.
El 19 de abril de 2009 fue nombrada consejera de Hacienda de la Junta de Galicia, en el gobierno presidido por Alberto Núñez Feijóo. Con un perfil eminentemente técnico, su gestión estuvo marcada por la fusión entre las cajas gallegas y por la búsqueda del control del gasto público en la Comunidad.
El 30 de diciembre de 2011 es nombrada, por el gobierno de Mariano Rajoy, secretaria de Estado de presupuestos y gastos, a las órdenes de Cristóbal Montoro, ministro de Hacienda y Administraciones Públicas.
Con la formación del segundo Gobierno de Mariano Rajoy, el 11 de noviembre de 2016, se anuncia su cese y es relevada por Alberto Nadal. Se incorpora desde entonces al frente de la filial gallega de la consultora EY Global.